# Sent Miquèu e Escalús
Sent Miquèu e Escalús (en francès Saint-Michel-Escalus) és un municipi francès situat al departament de les Landes i a la regió de la Nova Aquitània.

## Demografia
| 1962                                       | 1968 | 1975 | 1982 | 1990 | 1999 | 2007 |
| ------------------------------------------ | ---- | ---- | ---- | ---- | ---- | ---- |
| 144                                        | 161  | 153  | 134  | 161  | 231  | 280  |
| Des de 1962: població sense dobles comptes |      |      |      |      |      |      |

## Administració
| Període   | Identitat          | Partit |
| --------- | ------------------ | ------ |
| 2001-2008 | Jean-Marie Gondron |        |
| 2008-     | Pierre Inda        | PS     |